# アンドリュー・メロウ
アンドリュー・メロウ（Andrew Mellor）は、日本の言語情報学・教育科学者。大阪工業大学情報科学部情報メディア学科准教授。理学士（ロンドン大学LSE）・理学修士（ケント大学）、学術修士（シェフィールド大学・サセックス大学）・学術博士（スウォンジー大学）。元ブリティッシュ・カウンシル上海IELTS試験官。
専門は、言語情報学・言語メディア・認知科学/認知言語学、英語教育科学/ESL・応用言語学。

## 略歴
1987年ロンドン大学(LSE)卒業。1988年ケント大学大学院数学研究科修士課程修了。1998年シェフィールド大学大学院東アジア学（日本）専攻修士課程修了。1999年サセックス大学大学院認知科学・応用言語学専攻修士課程修了。ブリティッシュ・カウンシル上海IELTS試験官などを経て、学術博士(応用言語学, スウォンジー大学）号を取得。2009年より、大阪工業大学情報科学部情報メディア学科准教授。

## 主な著書
- What do you think? - First/Second Edition（Sunshine Press 2014/2022、学術書）
- Talk to me - First/Second Edition（Sunshine Press 2020/2022、学術書）
- Verbs 100: Mastering the most common verbs in English（Sunshine Press 2018、学術書）
- Tell me more - First/Second Edition（Sunshine Press 2013/2015、学術書）

## 主な研究
- Andrew, MELLOR (2012). “Automatic Essay Classification” (英語). 大阪工業大学紀要. 人文社会篇 (大阪工業大学) 57 (2):  37-44. CRID 1520853832848875136. ISSN 00306134.
- Andrew, Mellor (2022-01). “A Clustering Algorithm for Use in the Automatic Classification of L2 Spoken Output” (英語). 大阪工業大学紀要 (大阪工業大学紀要委員会) 2 (66):  1-5. CRID 1050009294985660160. ISSN 2188-9007.
- Essay Length, Lexical Diversity and Automatic Essay Scoring
- Automatic essay scoring for low level learners of English as a second language